# رضا صدر
رضا صدر سیاستمدار ایرانی است که در دولت موقت مهدی بازرگان و دولت شورای انقلاب تصدی وزارت بازرگانی را بین سال‌های ۱۳۵۷ تا ۱۳۵۹ بر عهده داشت. او پس از انقلاب ۱۳۵۷ از اعضای شورای انقلاب نیز بود.